# Lędziny Świniowy
Lędziny Świniowy – zamknięty kolejowy przystanek osobowy w Lędzinach, w dzielnicy Świniowy, w województwie śląskim, w Polsce.